# Ectoedemia primaria
Ectoedemia primaria là một loài bướm đêm thuộc họ Nepticulidae. Nó được miêu tả bởi Meyrick năm 1913. Nó được tìm thấy ở Nam Phi (Nó đã dược miêu tả ở Barberton).